# Имало едно време в гората
„Имало едно време в гората“ (на английски: Once Upon a Forest) е американско-британски детски анимационен филм от 1993 г., произведен от Хана-Барбера.
Филмът разказва историята на трима горски обитатели, които отиват на експедиция в търсене на лекарство за приятелката си Мишел, разболяла се от отровни газове.